# São Jorge
För andra betydelser, se São Jorge (olika betydelser).
São Jorge är en portugisisk ö som tillhör ögruppen Azorerna cirka 1500 km väster om Portugal i Atlanten. Tillsammans med Pico, Terceira, Faial och Graciosa tillhör den centrala gruppen i Azorerna. 
São Jorge har en yta på 246 km² och ett invånarantal på 9 171 invånare (2011) personer. Ön är mycket långsmal. Den är 56 km lång och 8 km bred och ligger på färjeavstånd från Faial, Pico och Terceira. Den högsta punkten på ön heter Pico da Esperança och är 1 053 meter hög.
São Jorge är uppdelad i två kommuner Velas och Calheta med fem respektive sex församlingar:
- Velas, Manadas, Norte Grande, Rosais, Santo Amaro, Urzelina.
- Calheta, Norte Pequeno, Ribeira Seca, Santo Antão, Topo.

## Historia
Första gången ön omnämns i skrifter är 1439. De första samhällen grundades på 1460-talat i området kring Velas. Bebyggelsen spreds österut och området vid Serra do Topo befolkades omkring 1470 i samband med att den flamländske adelsmannen Wilhelm van der Haegen kom till São Jorge. Topo och Calheta blev städer under 1500-talet och invånarna levde ett bra och ganska ostört liv. Här odlades vete, vin och framförallt ett par växter av vilka man framställde färgämnen. Under 1600-talet var ön under en period i det närmast isolerad, men på 1700-talet fick den besök av många pirater som härjade och brände.
Även naturen hade öborna emot sig. När de kämpade för att hålla piraterna borta, inträffade svåra jordbävningar (1580, 1757 och 1808).
Idag är ön inte mer isolerad än andra öar i Azorerna. Hamnarna i Velas och Calheta är en bidragande orsak, men det är även det relativt nyanlagda flygfältet något väster om Urzelina. De näringsgrenar som idag ger ett visst välstånd åt den relativt fattiga ön är boskapsskötsel och mejeriindustri.

## Turism
Det finns en del som vill kalla São Jorge för övärldens Schweiz, då hela ön är en bergsrygg som stupar mot havet. På de gröna och frodiga sluttningarna går kor och betar. Kusterna är branta och det är bara på vissa ställen som man kan gå ner till havet. Från stranden kan man se flacka kustområden, av lokalbefolkningen kallade fajãs. På dessa ytor har det bildats odlingsmöjligheter, tack vare mikroklimatet och den goda jordmånen. Här odlas sötpotatis och exotiska frukter, men man kan även beundra de vackra drakblodsträden med sina vackra blommor.
Det går en landsväg längs hela ön från dess ena ända till den andra, med några avstickare, som gör det enkelt att färdas över ön. Det finns parkeringsfickor längs hela vägen, som gör det lätt att stanna och beundra utsikten. En vanlig syn från dessa platser är hortensior i förgrunden, mot en bakgrund av skogklädda bergsluttningar som stupar ner mot havet och fãjan sticker ut som en platt åkerlapp vid vattnet. Den fãja som av många anses vara den vackraste, heter Fãja da Caldeira do Santo Cristo, men den kan bara nås till fots.
Den nämnda landsvägens genomsnittliga höjd över havet är 700 meter. Öns högsta punkt, Pico da Esperança, är ganska enkel att bestiga. São Jorge är en ö som uppskattas av den som vill vandra i en orörd och vacker miljö. Ett alldeles speciellt landskap erbjuder den östra spetsen, Topo.

## Gastronomi
Queijo São Jorge är en ost från São Jorge.

## Galleri

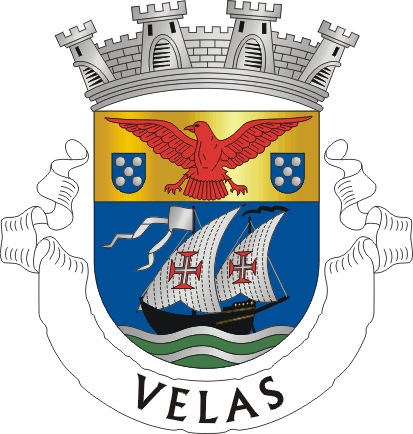
Velas stadsvapen
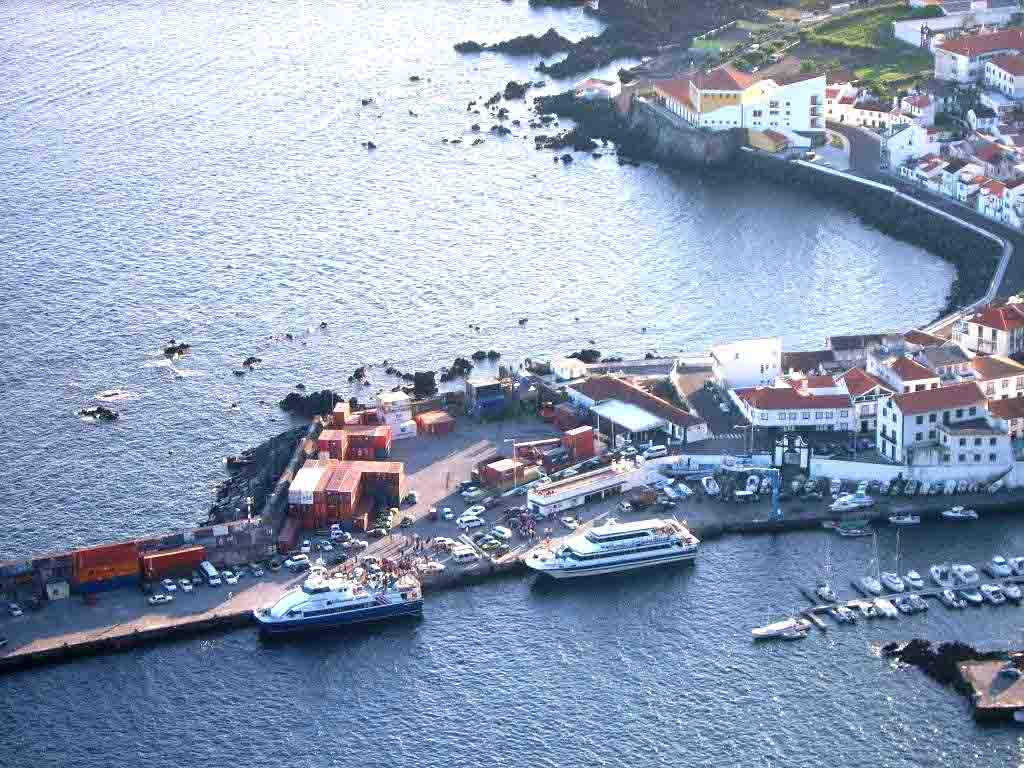
Hamnen i Velas, São Jorge
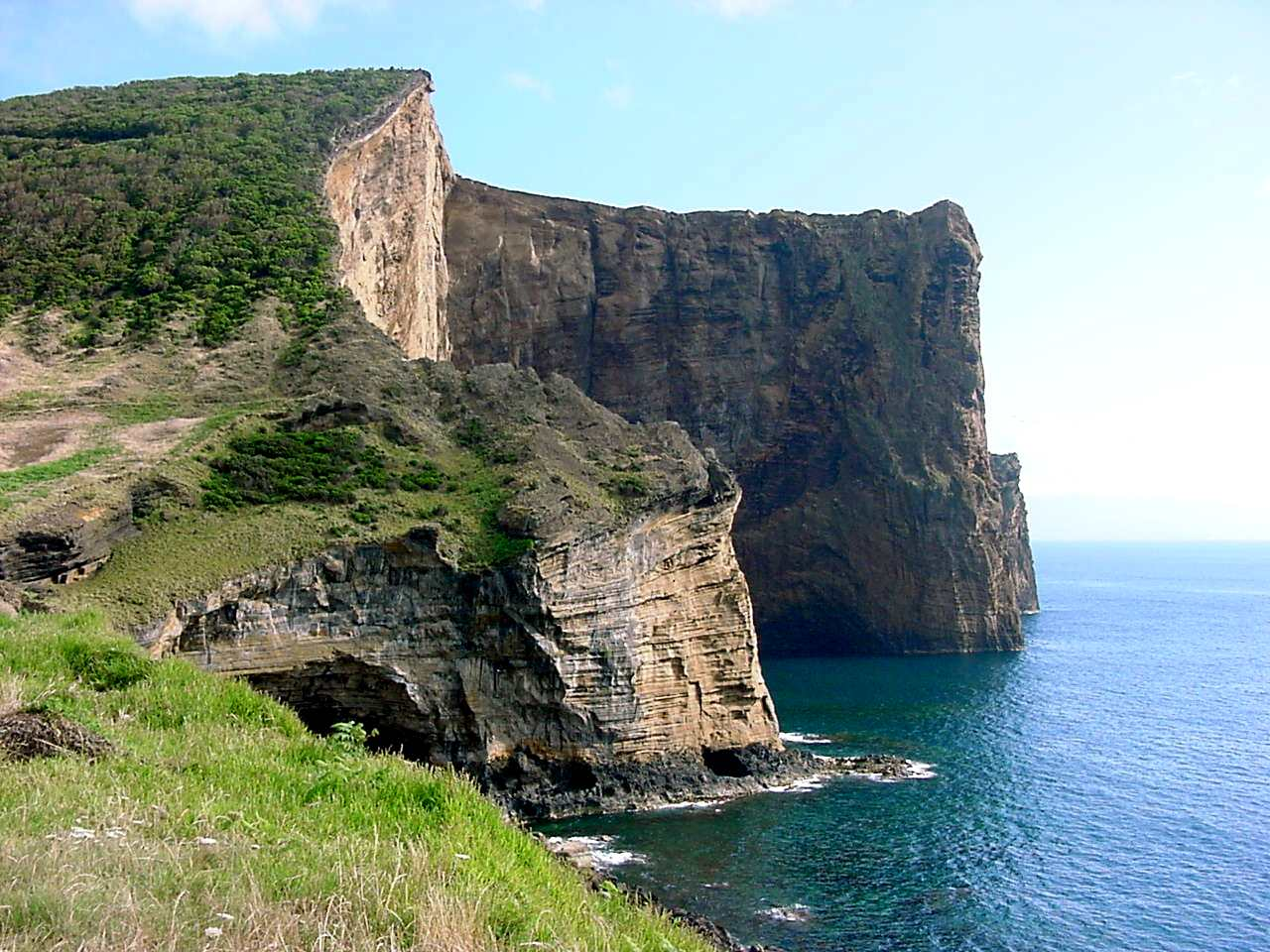
Berg i Velas, sydkusten
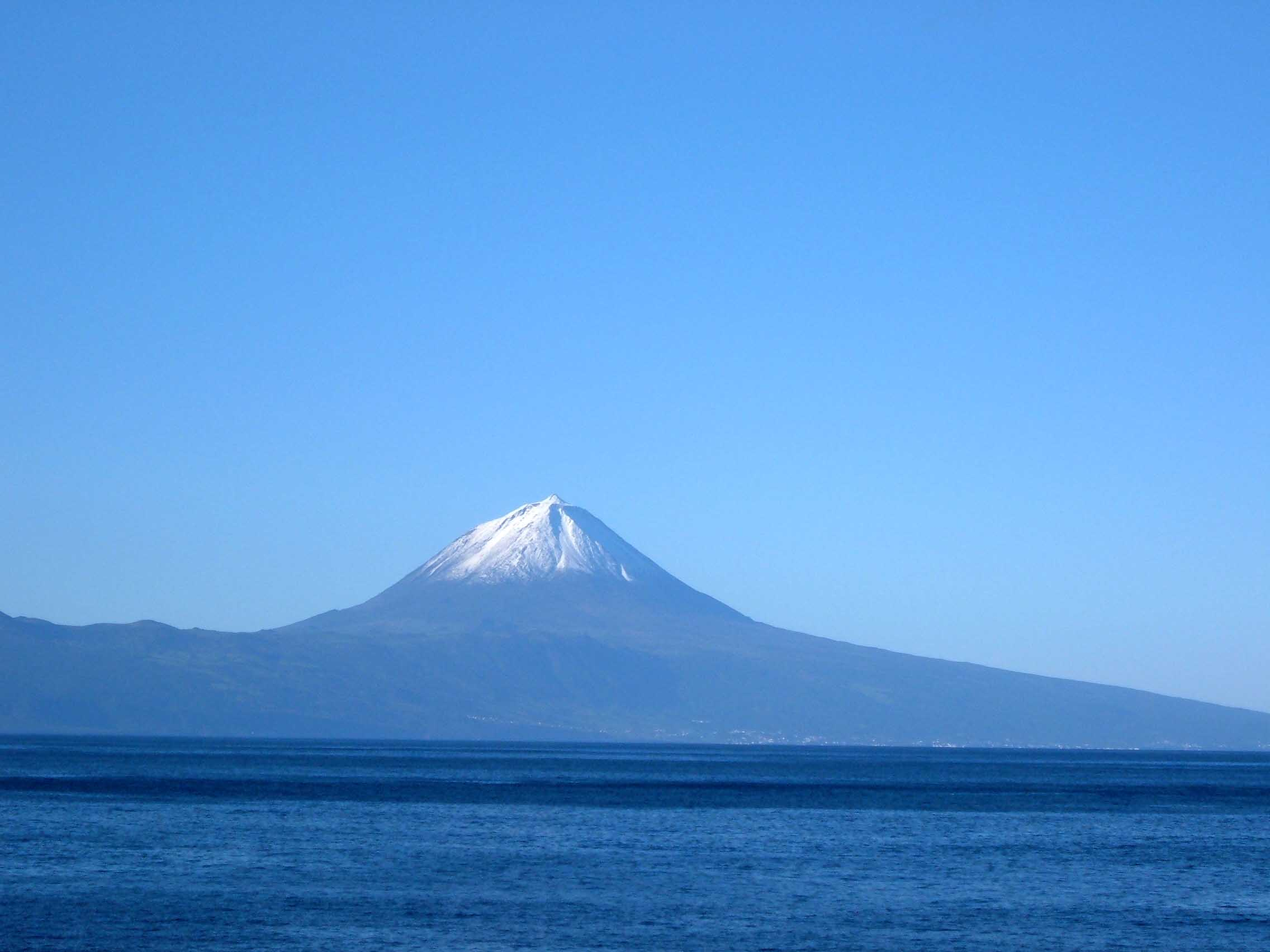
Ön Pico sedd från Calheta, São Jorge